# Gare d'Esbly
La gare d'Esbly est une gare ferroviaire française de la ligne de Paris-Est à Strasbourg-Ville, située sur le territoire de la commune d'Esbly, dans le département de Seine-et-Marne en région Île-de-France.
Station mise en service le 5 juillet 1849 par la compagnie du chemin de fer de Paris à Strasbourg, elle devient une gare de bifurcation du réseau de la compagnie des chemins de fer de l'Est avec l'ouverture de la ligne d'Esbly à Crécy-la-Chapelle. Aujourd'hui, c'est une gare de la Société nationale des chemins de fer français (SNCF) desservie par les trains du réseau Transilien Paris-Est (ligne P) et par les trams-trains de la ligne 14 du tramway d'Île-de-France.

## Situation ferroviaire

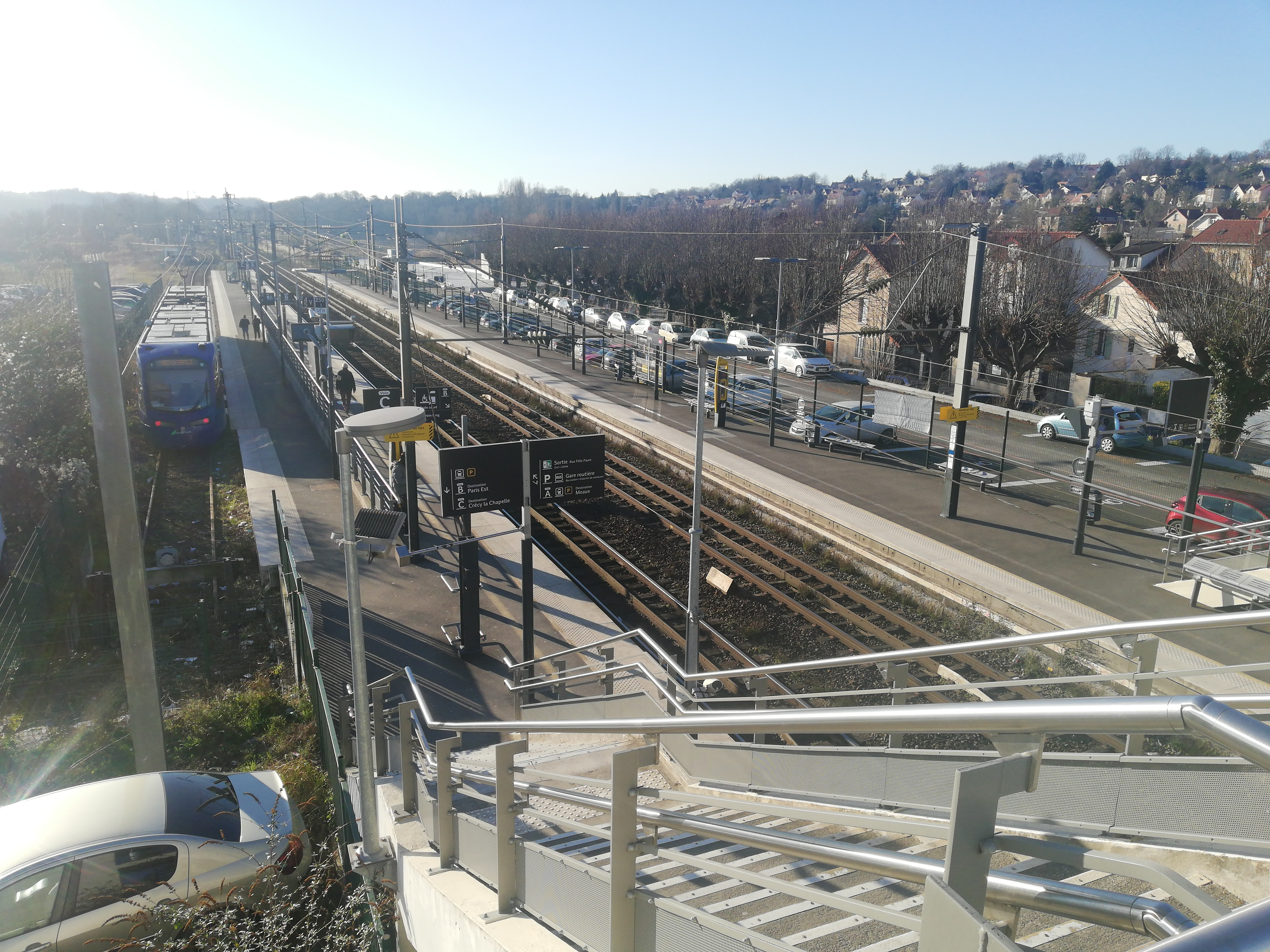
Vue générale des quais de la gare.

La gare d'Esbly est située au nord du centre-ville et du canal de Chalifert, entre deux franchissements d'une boucle de la Marne par la voie ferrée. Établie à 50 mètres d'altitude, elle se situe au point kilométrique (PK) 36,142 de la ligne de Paris-Est à Strasbourg-Ville, entre les gares de Lagny - Thorigny et Meaux. Nœud ferroviaire, elle est également gare d'embranchement de la ligne d'Esbly à Crécy-la-Chapelle qui s'embranche sur la ligne de Paris à Strasbourg dès la sortie de la gare en direction de Paris et qui depuis le 4 juillet 2011 est desservie par un tram-train en remplacement des anciennes navettes assurées par du matériel conventionnel.

## Histoire

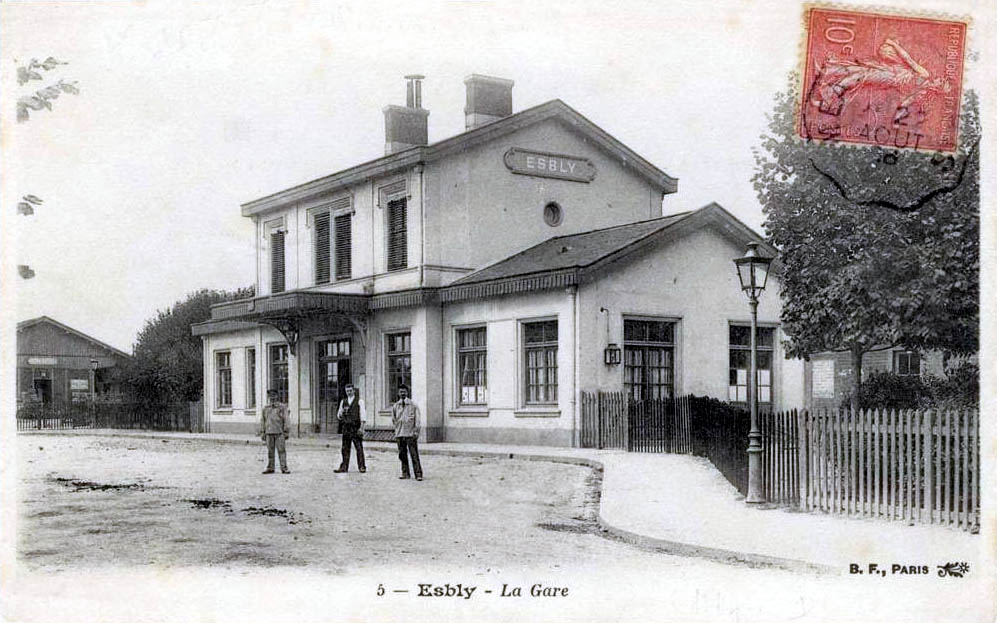
Extérieur de la gare avec son bâtiment voyageurs au début des années 1900.

La station d'Esbly est mise en service par la Compagnie du chemin de fer de Paris à Strasbourg, le 5 juillet 1849 lors de l'ouverture au service commercial de la section de ligne allant de la gare de Paris-Est à la gare de Meaux, inaugurée de façon officielle seulement le 2 septembre 1849.
Le bâtiment voyageurs définitif, qui date des années 1850-1860, est toujours utilisé par la SNCF. Il s'agit d'un bâtiment standard « Est » de type 7, dont de nombreux exemplaires ont été bâtis à cette époque, notamment la gare voisine de Trilport.
La disposition de ces bâtiments comporte un corps central de deux étages et quatre ouvertures (les travées médianes sont très proches) ; ce corps central est encadré par deux ailes symétriques. La toiture de l'ensemble, à deux versants de pente faible, la disposition et les persiennes des baies du premier étage, ainsi que la présence d'un petit œil-de-bœuf sous le cadre qui porte le nom de la gare permet de les différencier de tous les autres bâtiments voyageurs de la Compagnie de l'Est. La ligne de Paris à Strasbourg comportait autrefois de nombreux bâtiments de type 7, celui de Noisy-le-Sec étant le plus proche de Paris et celui de Loisy-sur-Marne étant le plus à l'est. Tous ceux situés entre Paris et Esbly ont été démolis au profit de bâtiments plus grands, parfois dès le début du XXe siècle.
La petite station provinciale prend de l'importance avec la création, par la Compagnie des chemins de fer de l'Est, de la ligne d'Esbly à Crécy-la-Chapelle, dont le premier tronçon fut ouvert le 12 juillet 1902, l'inauguration ayant eu lieu le 16 juillet de la même année.
Dès 1914, la ligne a un trafic soutenu avec neuf allers-retours journaliers de trains ; en 1935, on note une progression avec treize aller-retour de trains composés avec des voitures Bidel utilisées par la Compagnie de l'Est pour les trains de banlieue. Toutes ces circulations, qui mettent de 25 à 35 min pour parcourir les 29 kilomètres entre Esbly et Crécy-la-Chapelle, ont des correspondances à Esbly avec des trains qui parcourent la grande ligne de Paris à Strasbourg. En 1988, le matériel a évolué et le service est assuré par des autorails qui effectuent chaque jour vingt-deux allers-retours.
Aujourd'hui, la gare d'Esbly est intégrée au réseau Transilien. Elle est située sur l'axe principal de la ligne P et assure la correspondance avec le tram-train qui circule sur la ligne d'Esbly à Crécy-la-Chapelle gérée comme embranchement Transilien de la ligne P.
Cette ligne est rebaptisée T14 depuis le 22 mars 2025.

## Fréquentation
De 2015 à 2022, selon les estimations de la SNCF, la fréquentation annuelle de la gare s'élève aux nombres indiqués dans le tableau ci-dessous.
| Année     | 2015      | 2016      | 2017      | 2018      | 2019      | 2020      | 2021      | 2022      |
| --------- | --------- | --------- | --------- | --------- | --------- | --------- | --------- | --------- |
| Voyageurs | 2 166 527 | 2 236 234 | 2 296 992 | 2 311 341 | 2 338 728 | 1 069 700 | 1 615 645 | 1 931 719 |

## Services voyageurs

### Accueil

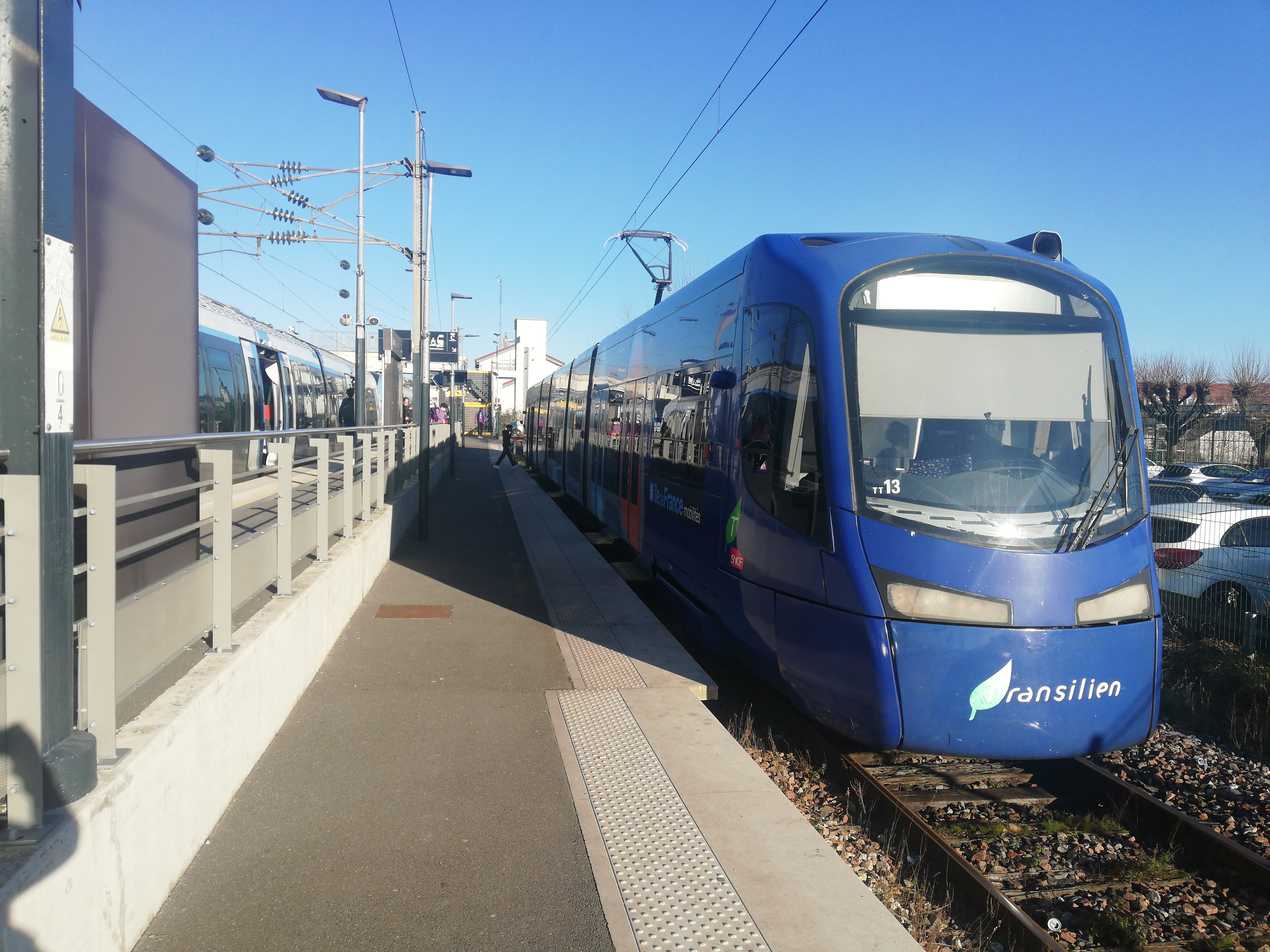
Un tram-train de la ligne Esbly - Crécy en correspondance sur la voie terminus à Esbly.

Gare SNCF du réseau Transilien, elle offre divers services avec, notamment, une présence commerciale quotidienne et des aménagements et services pour les personnes à mobilité réduite. Elle est équipée d'automates pour la vente des titres de transport (Transilien et Navigo) ainsi que d'un « système d'information sur les circulations des trains en temps réel ». Une boutique de presse est installée en gare.

### Desserte
La gare d'Esbly est desservie, à raison de deux à quatre trains par heure dans chaque sens, par les trains de la ligne P du Transilien (réseau Paris-Est) circulant sur la branche Paris - Meaux via Chelles - Gournay ainsi que par un à deux trams-trains par heure sur la navette Esbly - Crécy-la-Chapelle dont elle constitue le point d'origine.

### Intermodalité
La gare dispose d'un parc à vélos. Des parkings pour les véhicules sont aménagés au nord de la gare. 
La gare est desservie par :
- les lignes 2261, 2262, 2264 du réseau de bus de Marne-la-Vallée ;
- les lignes L, Ls, 4 et 4A du réseau de bus Meaux et Ourcq ;
- la ligne N141 du réseau de bus Noctilien.

## Galerie de photographies

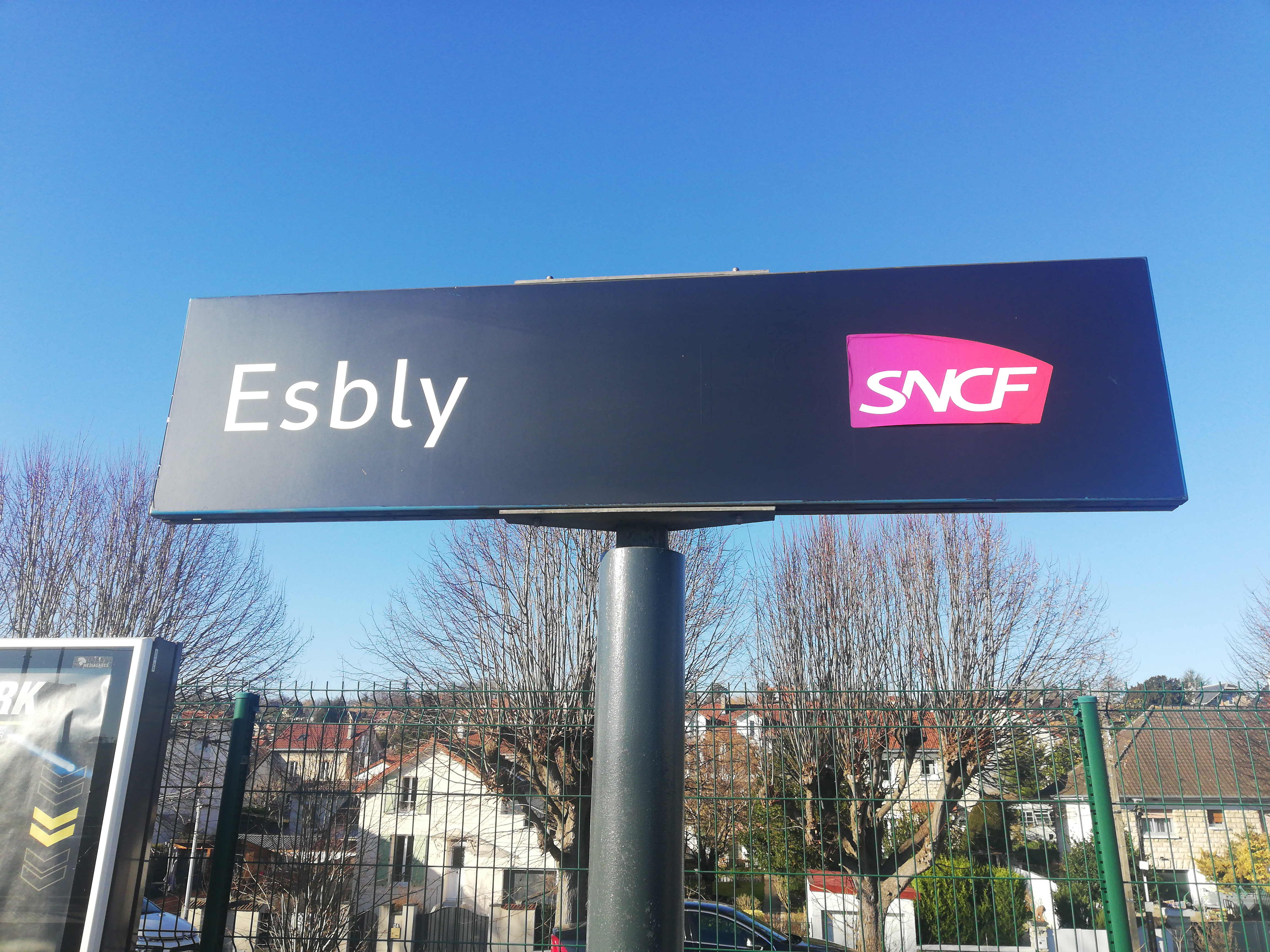
Plaque signalétique indiquant le nom de la gare.
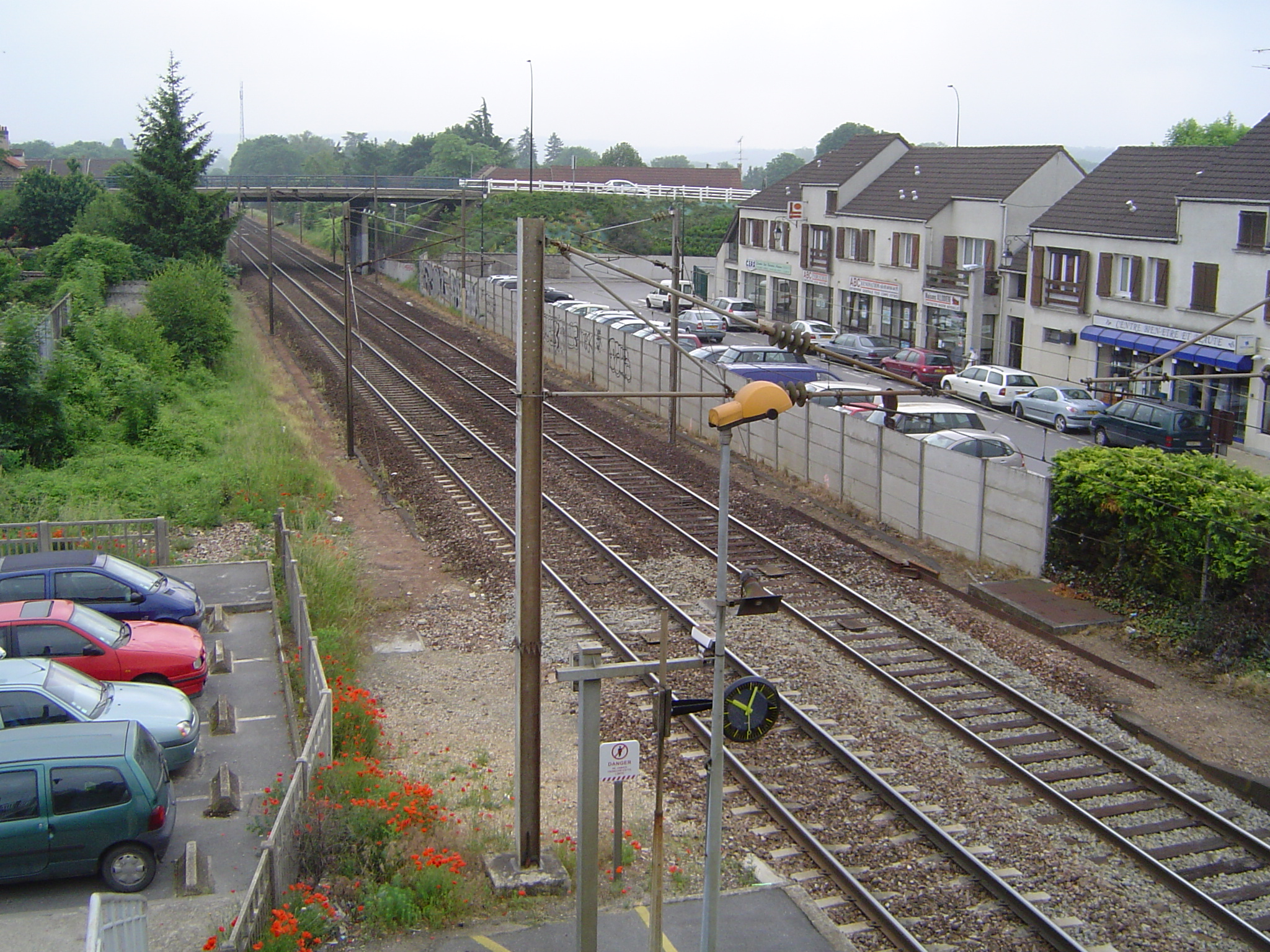
Environnement de la gare vue de la passerelle au-dessus de l'ancien passage à niveau.
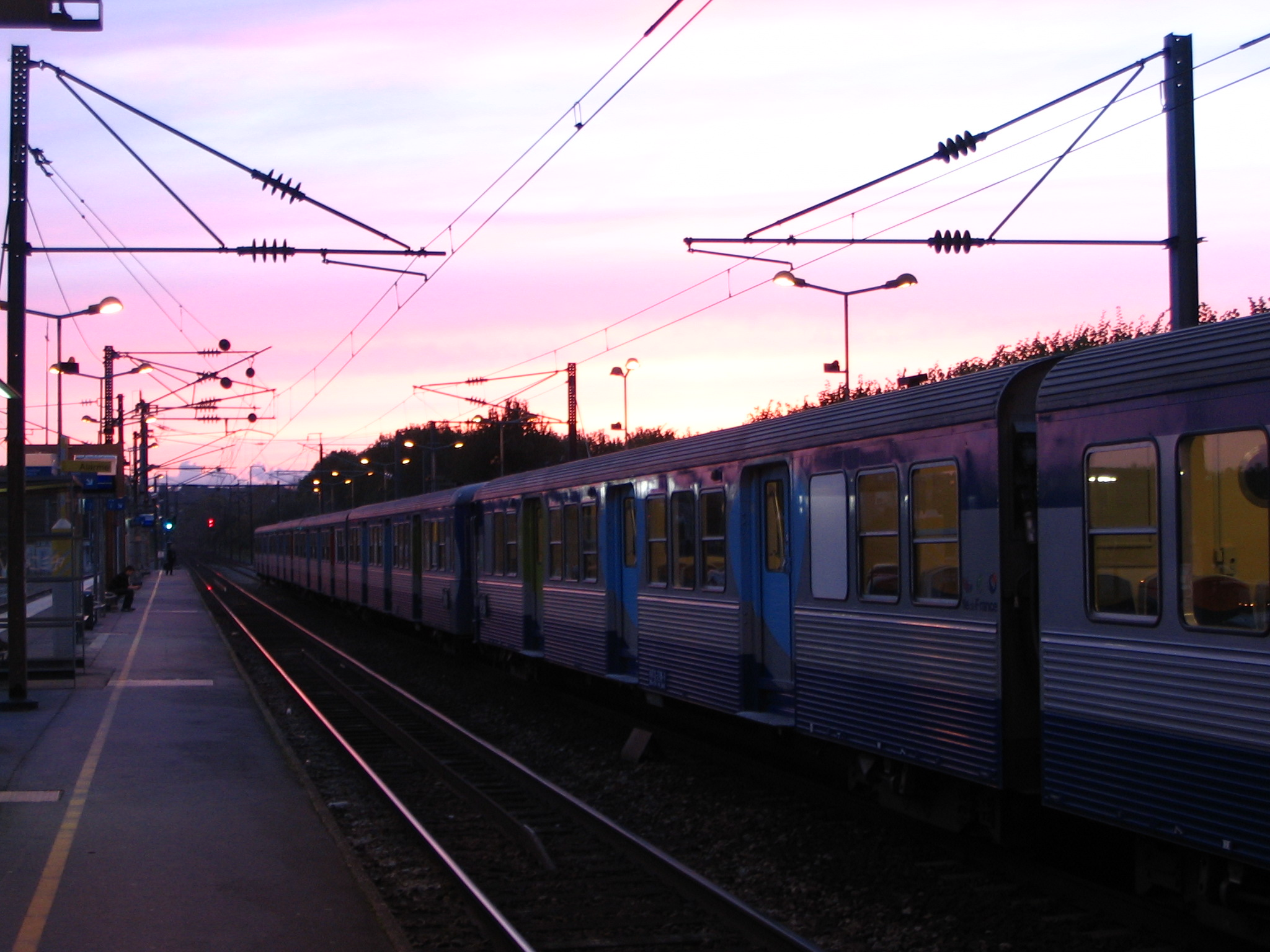
Au petit jour, un train en gare.

## Projets

### Projets en cours

#### RER E à Meaux
À terme, la gare d'Esbly devrait être desservie par la ligne E du RER dans le cadre du projet de prolongement de la branche E2, actuellement terminus en gare de Chelles - Gournay, jusqu'à la gare de Meaux en remplacement de l'actuelle liaison Paris - Meaux. Ce prolongement inscrit au schéma directeur de la région Île-de-France (SDRIF) est lié au prolongement de cette ligne E vers l'ouest en raison de la saturation de la gare d'Haussmann - Saint-Lazare provisoirement exploitée en terminus alors qu'elle n'a pas été conçue pour cet usage. Cet éventuel prolongement risque de mécontenter les usagers des gares de Chelles, Vaires - Torcy, Lagny - Thorigny et Esbly, car cela entraînerait un allongement du temps de parcours avec la suppression des trains de la ligne P, directs de Paris à Chelles, en imposant une desserte omnibus sur la totalité du parcours.

#### Bus EVE (TCSP Esbly-Val d’Europe)
Cette ligne en site propre, appelé Bus EVE pour Esbly-Val d’Europe, vise à relier la gare d’Esbly au centre hospitalier de Marne-la-Vallée, via les gares de Marne-la-Vallée - Chessy et du Val d'Europe, desservant ainsi le complexe Disneyland Paris. À l'horizon 2022-2030, elle devrait desservir les communes d'Esbly, Magny-le-Hongre, Coupvray, Chessy, Montévrain et Jossigny.

### Projets abandonnés

#### RER A à Meaux
Il a un temps été envisagé de prolonger la ligne A du RER de Marne-la-Vallée - Chessy à Meaux via Esbly afin de créer une interconnexion Est entre les lignes A et E et d'améliorer les relations entre la ville nouvelle de Marne-la-Vallée et la ville de Meaux. Mais, compte tenu de la saturation du RER A, cette option semble abandonnée.